# Taba Penanjung (plaats)
Taba Penanjung is een bestuurslaag in het regentschap Bengkulu Tengah van de provincie Bengkulu, Indonesië. Taba Penanjung telt 1108 inwoners (volkstelling 2010).